# 半林亨
半林 亨（はんばやし とおる、1937年1月7日 - ）は、日本の経営者。三重県出身。ニチメン社長を務めた。

## 経歴
1959年に大阪外国語大学中国語学科を卒業し、同年に日本綿花(のちのニチメン)に入社。1989年6月に取締役に就任し、常務、専務を経て、1999年6月に副社長に就任し、2000年10月に社長に昇格。2003年4月にはニチメンと日商岩井ホールディングス会長に就任。2005年から2021年までにファーストリテイリングの社外取締役を務め、ユニチカ監査役も務めた。